# Teri Hatcher

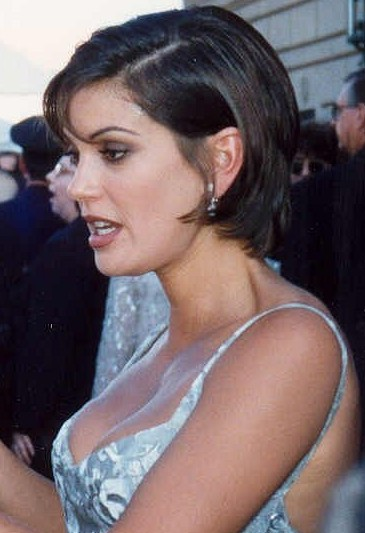
Teri Hatcher

Teresa „Teri“ Lynn Hatcher (n 8 decembrie 1964 în Palo Alto, California) este o actriță americană, printre filmele renumite în care a jucat se numără serialul "Superman", "Neveste disperate" (Desperate Housewives), sau "Tomorrow Never Dies". Ea a fost considerată de unele reviste pentru bărbați, printre cele mai frumoase femei din lume.

## Date biografice
Hatcher este singurul copil al lui Owen și Esther Hatcher. Ea urmează școala Fremont High School, ulterior studiază matematica și ingineria la colegiul "De Anza" din Cupertino, California, paralel studiază și dramaturgia la American Conservatory Theatre în San Francisco. Întrerupe studiul când primește primul rol ca actriță.

## Filmografie
| Anul         | Filmul                                       | Rol                                         | Note (în engleză)                                                                                           |
| ------------ | -------------------------------------------- | ------------------------------------------- | --- |
| 1985-86      | The Love Boat                                | Amy, Love Boat Mermaid                      | (serial TV)                                                                                                 |
| 1986–1991    | MacGyver                                     | Penny Parker                                | (serial TV) seven episods                                                                                   |
| 1986–1987    | Capitol                                      | Angelica Stimac Clegg                       | (serial TV)                                                                                                 |
| 1987         | Karen's Song                                 | Laura Matthews                              | (serial TV)                                                                                                 |
| 1987         | Night Court                                  | Kitty                                       | episod "Who Was That Mashed Man?"                                                                           |
| 1988         | CBS Summer Playhouse                         | Lauri Stevens                               | episod "Baby on Board"                                                                                      |
| 1988         | Star Trek: The Next Generation               | Lt. Bronwyn Gail Robinson                   | episod "The Outrageous Okona"                                                                               |
| 1989         | The Big Picture                              | Gretchen                                    | |
| 1989         | L.A. Law                                     | Tracy Shoe                                  | episod "I'm in the Nude for Love"                                                                           |
| 1989         | Quantum Leap                                 | Donna Eleese                                | episod "Star-Crossed"                                                                                       |
| 1989         | Tango & Cash                                 | Katherine 'Kiki' Tango                      | |
| 1990         | Murphy Brown                                 | Madeline Stillwell                          | episod "Fax or Fiction"                                                                                     |
| 1990         | Tales from the Crypt                         | Stacy                                       | episod "The Thing from the Grave"                                                                           |
| 1991         | The Brotherhood                              | Teresa Gennaro                              | film TV |
| 1991         | Soapdish                                     | Ariel Maloney                               | |
| 1991         | Sunday Dinner                                | TT Fagori                                   | (serial TV)                                                                                                 |
| 1991         | Dead in the Water                            | Laura Stewart                               | film TV |
| 1991         | The Exile                                    | Marissa                                     | episod "Eclipse"                                                                                            |
| 1992         | Straight Talk                                | Janice                                      | |
| 1993         | Brain Smasher... A Love Story                | Samantha Crain                              | straight-to-video                                                                                           |
| 1993–1997    | Lois & Clark: The New Adventures of Superman | Lois Lane                                   | (serial TV)                                                                                                 |
| 1993–1998    | Seinfeld                                     | Sidra                                       | 3 episods ("They're real..and they're spectacular.")                                                        |
| 1994         | The Cool Surface                             | Dani Payson                                 | |
| 1994         | All Tied Up                                  | Linda Alissio                               | |
| 1996         | Dead Girl                                    | Passer-by                                   | |
| 1996         | Heaven's Prisoners                           | Claudette Rocque                            | |
| 1996         | 2 Days in the Valley                         | Becky Foxx                                  | |
| 1997         | Tomorrow Never Dies                          | Paris Carver                                | |
| 1998         | Since You've Been Gone                       | Maria Goldstein                             | film TV |
| 1998         | Frasier                                      | Marie                                       | episod "First Do No Harm"                                                                                   |
| 1999         | Fever                                        | Charlotte Parker                            | |
| 2000         | Running Mates                                | Shawna Morgan                               | film TV |
| 2001         | Say Uncle                                    |                                             | film TV |
| 2001         | Spy Kids                                     | Ms. Gradenko                                | |
| 2001         | Jane Doe                                     | Jane Doe                                    | film TV |
| 2003         | A Touch of Fate                              | Megan Marguilas                             | |
| 2003         | Momentum                                     | Jordan Ripps                                | Sci-Fi Channel film TV                                                                                      |
| 2004–present | Desperate Housewives (serial TV)             | Susan Mayer                                 | (serial TV) 2004–present nominated for Emmy Award, won Golden Globe Award and 3 Screen Actors Guild Awards. |
| 2004–present | 2004 Two and a Half Men                      | Liz                                         | episod "I Remember the Coatroom, I Just Don't Remember You."                                                |
| 2007         | Resurrecting the Champ                       | Andrea Flak                                 | |
| 2007         | American Idol                                | Stayin' Alive Lip Syncher                   | Idol Gives Back                                                                                             |
| 2008         | American Idol                                | Sings Carrie Underwood's "Before He Cheats" | Idol Gives Back                                                                                             |
| 2009         | Coraline                                     | Coraline's Mother/The Other Mother          | voice only                                                                                                  |
| 2010         | Smallville                                   | Ella Lane                                   | episod "Abandoned" - Lois Lane's mother                                                                     |

## Distincții
- 1996: Golden Apple Awards - Female Discovery of the Year
- 2005: Teen Choice Awards - Choice TV Cast
- 2005: British Glamour Magazine - Woman of the Year
- 2005: Women's World Award - World Actress
- 2005: Editor's Special Award
- 2005: US TV Actress of the Year
- 2005: Golden Globe Awards - Won for Best Performance by an Actress in a Television Series - Musical or Comedy
- 2005: Screen Actors Guild Awards - Best Performance by an Actress in a Television Series -  Comedy
- 2005: Screen Actors Guild Awards - Choice TV Actress
- 2006: Screen Actors Guild Awards - Choice TV Actress